# Antillas Neerlandesas en los Juegos Olímpicos de Calgary 1988
Las Antillas Neerlandesas estuvieron representadas en los Juegos Olímpicos de Calgary 1988 por dos deportistas masculinos que compitieron en dos deportes.
El portador de la bandera en la ceremonia de apertura fue el piloto de bobsleigh y luge Bart Carpentier Alting. El equipo olímpico no obtuvo ninguna medalla en estos Juegos.